# Max Spallek

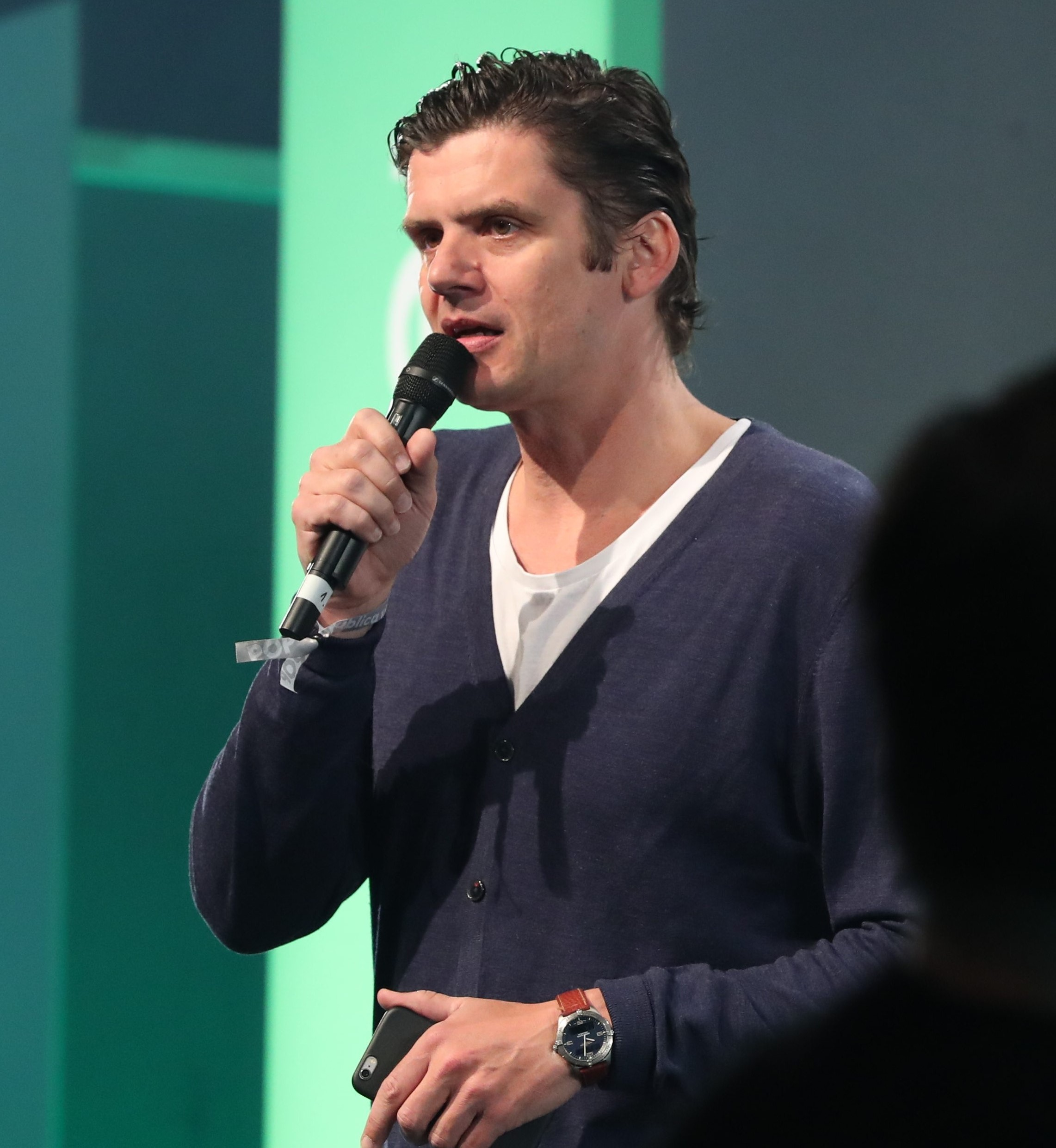
Max Spallek (2018)

Max Spallek (* 15. August 1968 in Salzgitter-Bad) ist ein deutscher Radiomoderator des öffentlich-rechtlichen Radiosenders Radio Eins.

## Leben und beruflicher Werdegang
Spallek wuchs im Berliner Stadtteil Tempelhof auf. Nach einem Architekturstudium, einer Tischlerlehre und zwei wenig erfolgreichen Plattenveröffentlichungen arbeitete er jahrelang beim Jugendradio Fritz des RBB (früher ORB). Für Fritz entwickelte er das Sendekonzept Popagenten. Trotz anfänglicher Skepsis veröffentlichte der Sender das Format. In dieser Sendung wurde nur Musik von Nachwuchsgruppen aus Berlin und Brandenburg gespielt, bei der die Zuhörer per Telefon abstimmen konnten. Dabei gab es eine Beteiligung von 1500 Zuhörern pro Sendung. Unter anderem hatten die Popagenten Anteil am Durchbruch der Musikgruppen MIA. und Wir sind Helden.
2006 war Spallek als Radiojournalist des Jahres für den Medienpreis Goldener Prometheus nominiert und wurde dabei als „Retter aller Berliner Nachwuchsbands“ bezeichnet.
In den Jahren 2006 bis 2016 arbeitete Spallek für den Radiosender Flux FM, wo er unter anderem die Sendungen Auslandsspionage und Flux FM am Nachmittag moderierte.
Seit Mai 2016 arbeitet er für den öffentlich-rechtlichen Sender Radio Eins, wo er bis zum Jahresende 2021 gemeinsam mit Sonja Koppitz regelmäßig die Nachmittagssendung radioeins ab vier moderierte, und manchmal auch die Nachmittagssendung am Freitag Die Schöne Woche. Darüber hinaus moderierten sie zum Jahreswechsel 2020/21 und 2021/22 die siebenstündige Radio-Eins-Silvestersendung 2020 – Da ist die Tür – Die Radio Eins Silvestershow bzw. Frohes Neues – Die Radio Eins Silvestershow mit Video-Livestream auf dem YouTube-Kanal von Radio Eins.
Spallek lebt in Berlin-Tempelhof.

## Sonstiges
Neben der Radiotätigkeit vertrieb Spallek gemeinsam mit Radiokollegen Kunst aus Shanghai in einer „Galerie“ in einem Waschsalon in Berlin.